# Championnat du Maroc de football de troisième division 2022-2023
 (octobre 2024).
Si vous disposez d'ouvrages ou d'articles de référence ou si vous connaissez des sites web de qualité traitant du thème abordé ici, merci de compléter l'article en donnant les références utiles à sa vérifiabilité et en les liant à la section « Notes et références ».
 (août 2023).
Navigation
Édition précédente Édition suivante
Le Championnat du Maroc de football de troisième division 2022-2023 oppose seize clubs du troisième niveau marocain en une série de trente rencontres.
C'est le plus haut échelon auquel peuvent accéder les équipes amateurs puisqu'au-delà, les clubs doivent avoir le statut professionnel pour participer à la Botola 2.

## Équipes engagées
Équipes participantes au titre du National 2022-23
| Club                  | Classement 2021-2022        | Stade                      | Capacité |
| --------------------- | --------------------------- | -------------------------- | -------- |
| Kawkab Marrakech      | 16e de la Botola 2          | Stade El Harti             | 20 000   |
| Tihad Athletic Sport  | 15e de la Botola 2          | Stade Larbi-Zaouli         | 30 000   |
| Wydad Serghini        | 3e                          | Stade Municipal d'El Kelaâ | 3 000    |
| KAC de Kénitra        | 4e                          | Municipal de Kénitra       | 30 000   |
| Association Mansouria | 5e                          | Stade Municipal            | 5 000    |
| CODM de Meknès        | 6e                          | Stade d'honneur de Meknès  | 25 000   |
| FUS Rabat rés.        | 7e                          | Stade Moulay Hassan        | 12 000   |
| Olympique Youssoufia  | 8e                          | Stade Al Wahda             | 5 000    |
| Rachad Bernoussi      | 9e                          | Complexe Bernoussi         | 10 000   |
| Chabab M'rirt         | 10e                         | Stade Municipal de Mrirt   | 3 000    |
| Chabab Kasba Tadla    | 11e                         | Stade Municipal            | 5 000    |
| Union Témara          | 12e                         | Municipal de Témara        | 5 000    |
| Fath de Nador         | 13e                         | Municipal de Nador         | 5 000    |
| Union Sidi Kacem      | 14e                         | Stade Abdelkader-Allam     | 10 000   |
| Hassania Lazari Oujda | Champion Nord de Amateurs I | Stade Angad Lazari         | 5 000    |
| Amal Tiznit           | Champion Sud de Amateurs I  | Stade El Massira           | 5 000    |

## Règlement du championnat

### Barème des points
- 3 points pour une victoire
- 1 point pour un match nul
- 0 point pour une défaite

### Promotions et relégations
À l'issue des 30 journées du championnat, selon le classement :
- Les équipes classées en 1re et 2e place sont promues en Botola 2
- Les équipes classées à la 15e et 16e place sont reléguées en Amateurs I.

## Classement et résultats

### Classement final
| Rang | Équipe           | Pts | J  | G  | N | P  | Bp | Bc | Diff |
| ---- | ---------------- | --- | -- | -- | - | -- | -- | -- | ---- |
| 1    | Kawkab Marrakech | 61  | 27 | 18 | 7 | 2  | 31 | 13 | +18  |
| 2    | COD Méknes       | 55  | 15 | 10 | 2 | 31 | 13 |    |      |
| 3    |                  |     |    |    |   |    |    |    |      |
| 4    |                  |     |    |    |   |    |    |    |      |
| 5    |                  |     |    |    |   |    |    |    |      |
| 6    |                  |     |    |    |   |    |    |    |      |
| 7    |                  |     |    |    |   |    |    |    |      |
| 8    |                  |     |    |    |   |    |    |    |      |
| 9    |                  |     |    |    |   |    |    |    |      |
| 10   |                  |     |    |    |   |    |    |    |      |
| 11   |                  |     |    |    |   |    |    |    |      |
| 12   |                  |     |    |    |   |    |    |    |      |
| 13   |                  |     |    |    |   |    |    |    |      |
| 14   |                  |     |    |    |   |    |    |    |      |
| 15   |                  |     |    |    |   |    |    |    |      |
| 16   |                  |     |    |    |   |    |    |    |      |

| Légende : Qualifications et relégations | Légende : Qualifications et relégations                             |
| --------------------------------------- | ------------------------------------------------------------------- |
|                                         | Promotion en Botola 2 2023-2024                                     |
|                                         | Relégation en Amateurs 2 2023-2024                                  |
|                                         | R : Relégué de Botola 2 2021-2022 P : Promu de Amateurs I 2021-2022 |